# Draginovo
Draginovo (Bulgaars: Драгиново) is een dorp in het zuidwesten van Bulgarije. Het dorp is gelegen in de gemeente Velingrad in oblast Pazardzjik. Het dorp ligt hemelsbreed ongeveer 29 km ten zuidwesten van de stad Pazardzjik en 89 km ten zuidoosten van de hoofdstad Sofia. 

## Etymologie
Tot 1966 heette het dorp Korova. Tussen 1966 en 1971 heette het dorp Korovo. Sinds 1971 heeft het dorp de huidige naam. 

## Bevolking
De eerste officiële telling van 31 december 1934 registreerde 1.524 inwoners in het dorp Draginovo. Dit aantal groeide in een vrij snel tempo en verdrievoudigde tot een hoogtepunt van 4.805 inwoners in 2011. Vanaf 2011 is het inwonersaantal echter langzaam maar geleidelijk afgenomen. Zo werden er op 31 december 2019 zo'n 4.667 inwoners geteld. Ondanks de bevolkingsdaling heeft het dorp Draginovo in 2017 het dorp Kazitsjene overtroffen qua inwonersaantal, waarmee het de op twee na grootste dorp in Bulgarije is. Per 2020 hebben alleen Lozen en Ajdemir hebben een grotere bevolking.

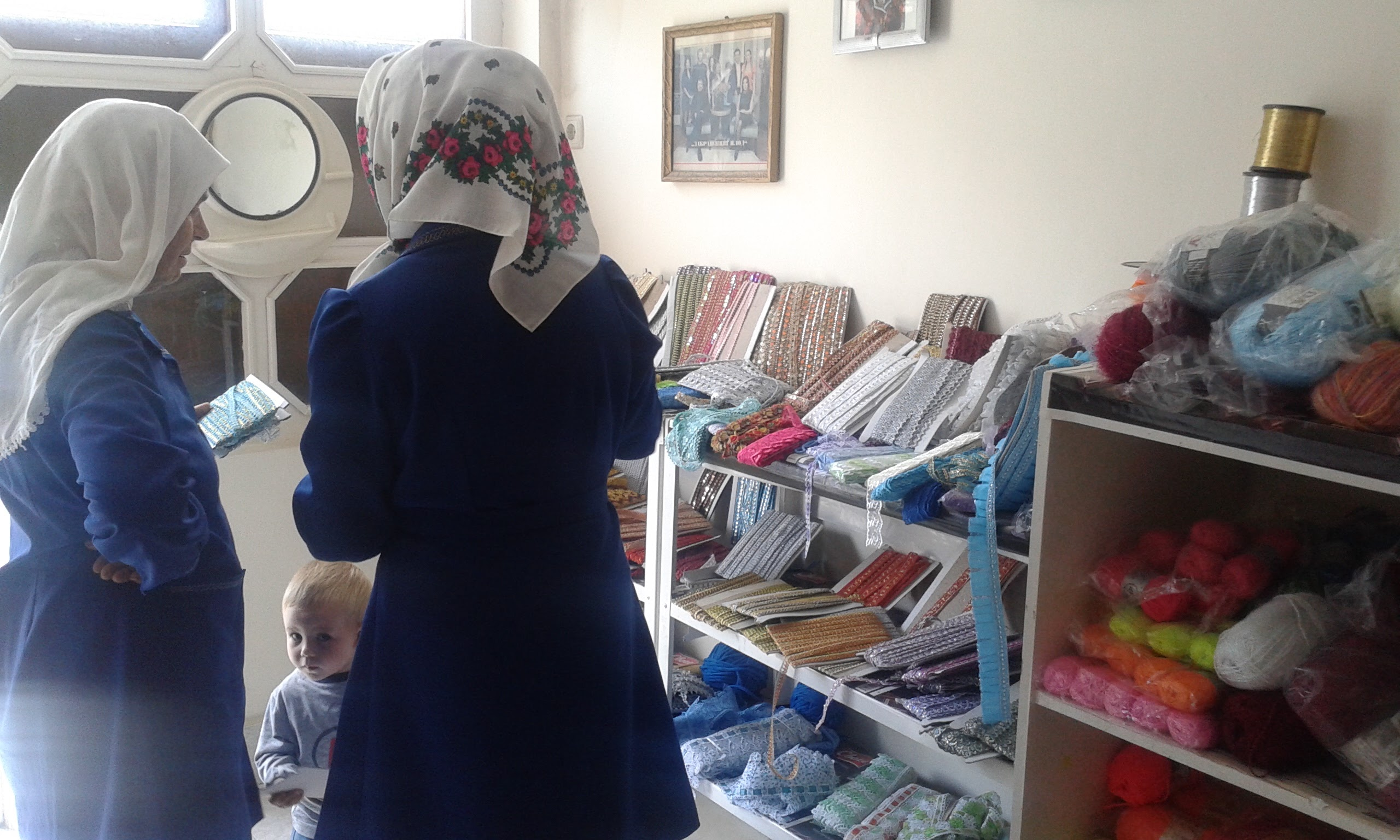
Pomaakse vrouwen in het dorp Draginovo

Van de 4.805 inwoners reageerden er 4.670 op de optionele volkstelling van 2011. Zo'n 2.987 personen identificeerden zichzelf als etnische Bulgaren (64%), gevolgd door 1.183 personen die een ‘blanco’ antwoord hebben gegeven (25%), 178 inwoners waren Roma (4%) en 135 personen identificeerden zich als Bulgaarse Turken (3%). In feite zijn nagenoeg alle inwoners Bulgaarssprekende moslims, ook wel Pomaken genoemd in de volksmond.
Van de 4.805 inwoners die in februari 2011 werden geregistreerd, waren er 920 jonger dan 15 jaar oud (19%), terwijl er 460 inwoners van 65 jaar of ouder werden geteld (10%).